# Koppa, Turuvekere
Koppa là một làng thuộc tehsil Turuvekere, huyện Tumkur, bang Karnataka, Ấn Độ.